# جشن نیلوفر
جشن نیلوفر یا جشن نیلوپر جشنی ایرانی است که بنا بر نوشتۀ ابوریحان بیرونی در روز ششم تیرماه برگزار می‌شده‌است. تنها منبعی که به جشنی بدین نام اشاره کرده کتاب آثارالباقیۀ ابوریحان بیرونی است و به جز آن اطلاعات دیگری دربارۀ آن در دست نیست.
برخی گل نیلوفر را نماد ایزدبانوی آب آناهیتا دانسته‌اند و این احتمال را مطرح کرده‌اند که برگزاری این جشن در این زمان احتمالاً به شکوفا شدن گل‌های نیلوفر در آغاز تابستان مربوط بوده‌است.
در تورات اورشلیم از جشنی با عنوان موتردی (Mutradi) به عنوان جشنی مادی یاد شده که یکی از سه جشن مادها بوده‌است. این جشن در آغاز تابستان برگزار می‌شده و با آب در ارتباط بوده و در زمان خود آغاز سال محسوب می‌شده‌است. واژۀ موتردی در زبان آرامی به معنای اول سال، آب افشاندن و نیز نوبر خرما بوده‌است.
ابوریحان بیرونی از جشن نیلوفر همچون جشن آب‌ها یاد کرده که در روز ۶ خرداد (خردادروز) برگزار می‌شده‌است. بیرونی در اشاره به این جشن از توجه به زراعت و عمران دنیا صحبت می‌کند که این جشن را با جشن تیرگان که جشن آب، باران، زراعت و آبادانی جهان است و در ۱۳ تیر برگزار می‌شده مرتبط می‌گرداند. او همچنین جشن تیرگان را با سیارۀ‌ تیر (عطارد) یکی می‌گیرد. با این وجود ابوالقاسم اسماعیل‌پور اسطوره‌شناس معتقدند که این تقارن به اشتباه در متون پهلوی وارد شده‌است و این جشن نه با سیارۀ تیر بلکه با ستارۀ شعرای یمانی مرتبط است که همان ایزد-ستارۀ تیشتر است که با باران و باران‌آوری مرتبط است. گل نیلوفر نیز که با این جشن در پیوند است درواقع به دلیل روییدن در آب و وابستگی حیاتش به آب با این عنصر پیوندی ناگسستنی دارد و در مجموع جشن موسوم به نیلوفر را می‌باید با تیرگان در پیوند دانست.
در فراهان، محلات، خمین و مارلیک تهران آداب و رسومی با عنوان اول تووستونی (اول تابستانی) برگزار می‌شود که احتمال داده شده که با جشن نیلوفر مرتبط باشد.

## روز فرهنگی کرمانشاه

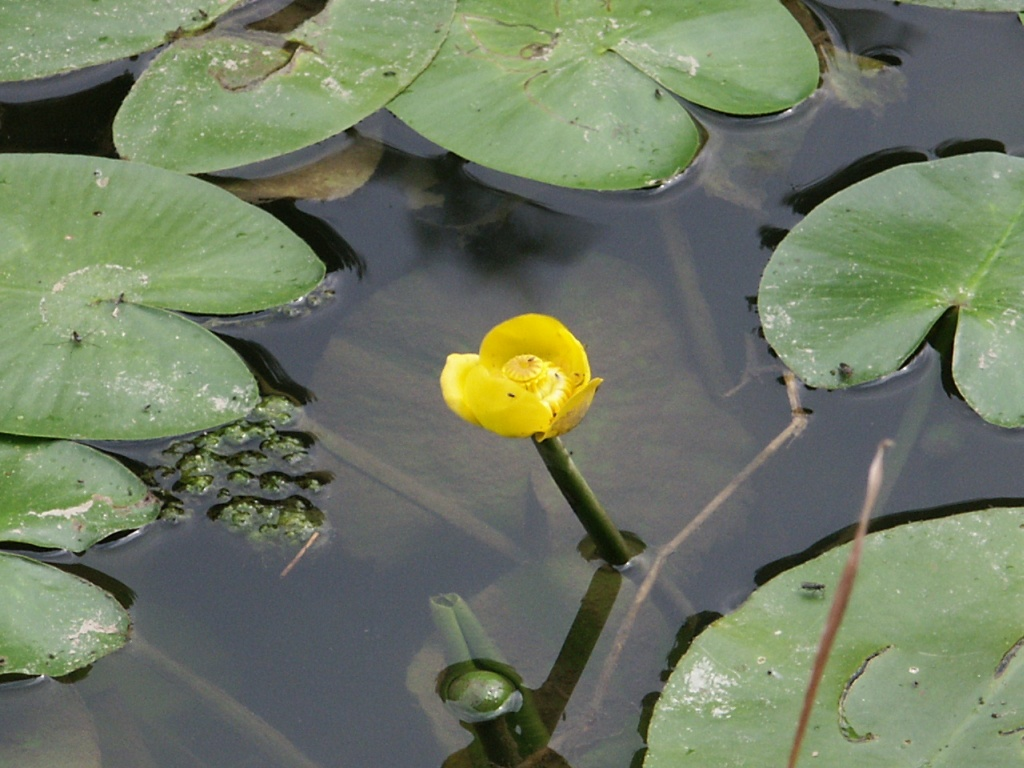
نیلوفر آبی زرد، نماد شهر کرمانشاه

نیلوفر آبی زرد از سال ۱۳۹۶ در یک کمپین تبلیغاتی توسط شهرداری و شورای شهر کرمانشاه به عنوان نماد این شهر و رنگ این گل نیز به عنوان رنگ نمادین این شهر انتخاب شده‌است. این گل در سرآب نیلوفر در نزدیکی شهر کرمانشاه می‌روید و به عنوان نمادی از آیین مهر در نقوش طاق بستان نیز مورد استفاده قرار گرفته‌است. به همین دلیل بنا بر مصوبۀ کمیسیون فرهنگی شورای اسلامی شهر کرمانشاه، روز ۶ تیر هرسال به نام «روز فرهنگ کرمانشاه» و «جشن نیلوفر» نام‌گذاری شده‌است. برگزاری جشن نیلوفر در کرمانشاه در مرداد ۱۳۹۸ با واکنش منفی نیروهای منسوب به جناح اصولگرا مواجه شد.